# Kabupaten Boven Digoel
Kabupaten Boven Digoel är ett kabupaten i Indonesien.   Det ligger i provinsen Papua, i den östra delen av landet, 3 700 km öster om huvudstaden Jakarta. Antalet invånare är 55 784.